# Philip Martiny

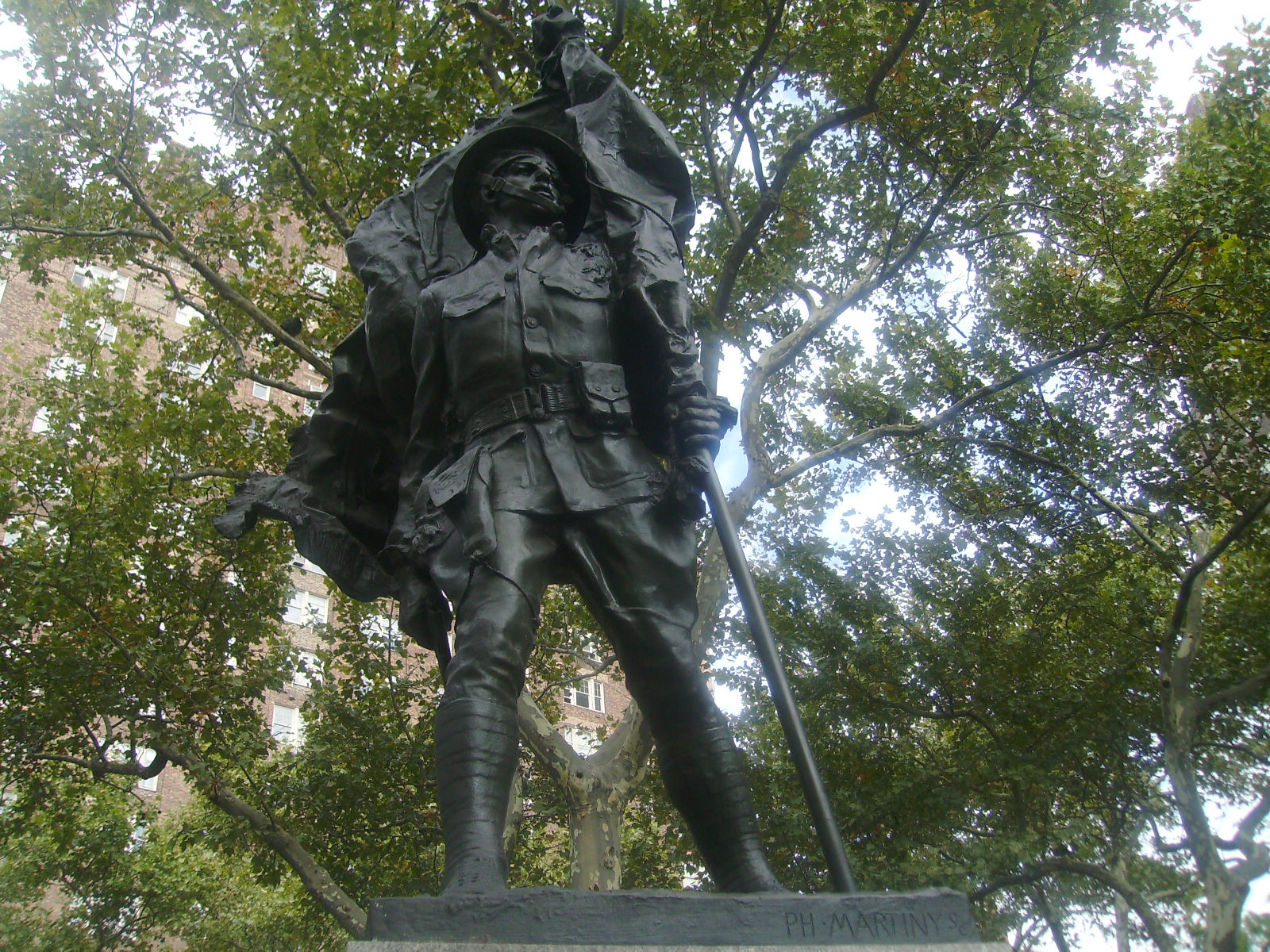
O Abingdon Square Memorial, feito por Martiny.

Philip H. Martiny (Alsácia, 19 maio de 1858 - 1927) foi um escultor franco-americano que trabalhou no atelier Eugene Doca de Paris, onde se tornou chefe antes mudar-se para Nova Iorque em 1878 - para evitar ir para o exército da França. Nos Estados Unidos ele trabalhou com Augustus Saint-Gaudens, durante cinco anos.
Martiny pertenceu a equipe de escultores do World's Columbian Exposition, em Chicago, no ano 1893, onde morou por um ano para trabalhar como escultor. Karl Bitter técnica de Martiny o caracterizou de:
Ele trabalha com uma rapidez incrível e, aparentemente, com pouca reflexão, mas sempre com o instinto para a coisa certa, decorativamente falando, que ele raramente falha em seus resultados" 
As esculturas em gesso, que fez com sua equipe, foram destruídas junto com o edifício da exposição, mas com o sucesso da exposição, levou Martiny a participar da Pan-American Exposition em Buffalo, Nova Iorque (1901) e para a Louisiana Purchase Exposition em St Louis (1904). Sua crescente reputação o levou receber o prêmio Cotton States and International Exposition em 1895, em Atlanta, na Geórgia.
Embora ele fosse um membro da Sociedade Nacional de Escultura, Martiny não foi considerado um escultor da primeira ordem, mesmo após ele ter completado os trabalhos para o New York City Hall of Records, após a morte do arquiteto John R. Thomas. Daniel Chester French foi chamado para oferecer sugestões para a exposição que Martiny terminou em 1907.
Martiny foi entrevistado pelo New York Times. Segundo o NY Times, a entrevista deu a impressão que ele operava uma fábrica de escultura comercial, onde a arte convive alegremente, indiscriminadamente, com a vida de trabalho menos romântica. No final da estrevista, Martiny declarou sua admiração com o presidente McKinley.
Em 1921, Martiny criou o Abingdon Square Memorial, que foi dedicado aos soldados de Greenwich Village que estiveram na Primeira Guerra Mundial, que foi inaugurado diante de uma multidão de 20 mil pessoas. E também fez uma escultura no Chelsea Park Memorial.
Martiny foi casado duas vezes e teve oito filhos. Um golpe debilitante encerrou sua carreira, e um segundo deu um fim a sua vida.

## Principais trabalhos

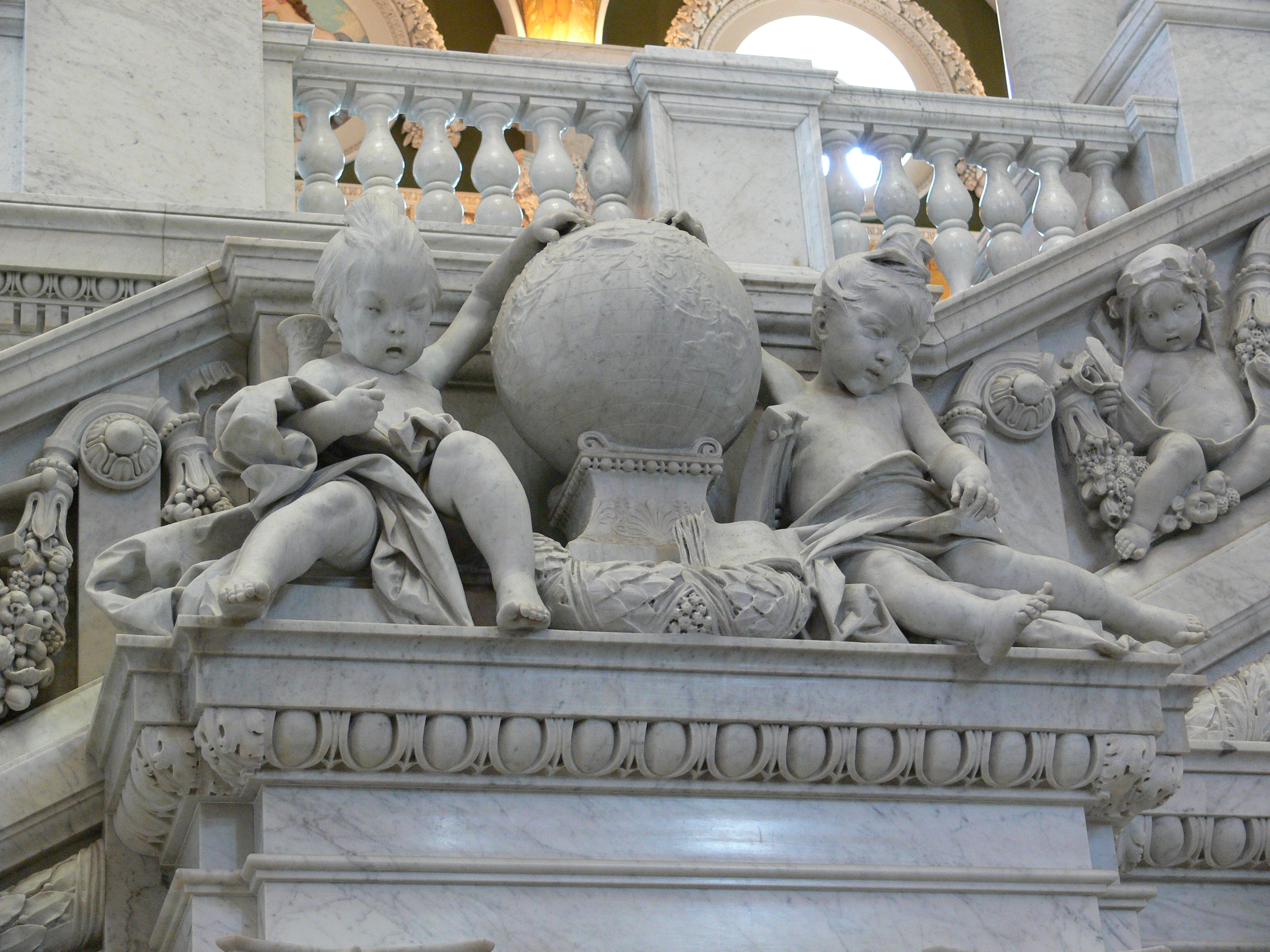
A escultura feita por Martiny na Biblioteca do Congresso.

Uma extensa lista dos trabalhos feitos por Martiny está escrita no National Museum of American Art e no Smithsonian Information Research. Entre elas, destacam-se:
- New York City Hall of Records. Figuras alegóricas, com ajuda dos arquitetos Horgan e Slattery. Feito entre 1901 a 1907.[12]
- Louisiana Purchase Exposition em 1904.
- William McKinley Memorial, em Springfield, Massachusetts.
- Life Publishing Company Building.
- St. Bartholomew's Episcopal Church, em Nova Iorque.
- Biblioteca do Congresso, no Edifício Jefferson. Escultura, em bronze e mármore, nas duas grandes escadarias do Salão Principal.